# Henry H. Slater
Henry H. Slater ( Stanhope, in Verenigd Koninkrijk, 1851 – Bishops Lydeard, 26 november 1934) was een Engelse presbyter, ornitholoog en entomoloog.

## Biografie
Slater was de zoon van Henry Slater een Anglicaanse presbyter; zijn moeder heette Mary Sarah Horrocks. Hij kreeg in 1870 toegang tot de Universiteit van Cambridge en studeerde daar natuurwetenschappen en theologie en behaalde in 1874 een Bachelor of Arts. In 1881 werd hij gewijd tot priester in de Anglicaanse kerk. In 1887 behaalde hij de graad van Master of Arts. Hij was predikant in verschillende plaatsen in Noord-Engeland en trok zich na 1906 terug en stierf in 1934 in  Bishops Lydeard (graafschap Somerset).

## Zijn werk als natuuronderzoeker

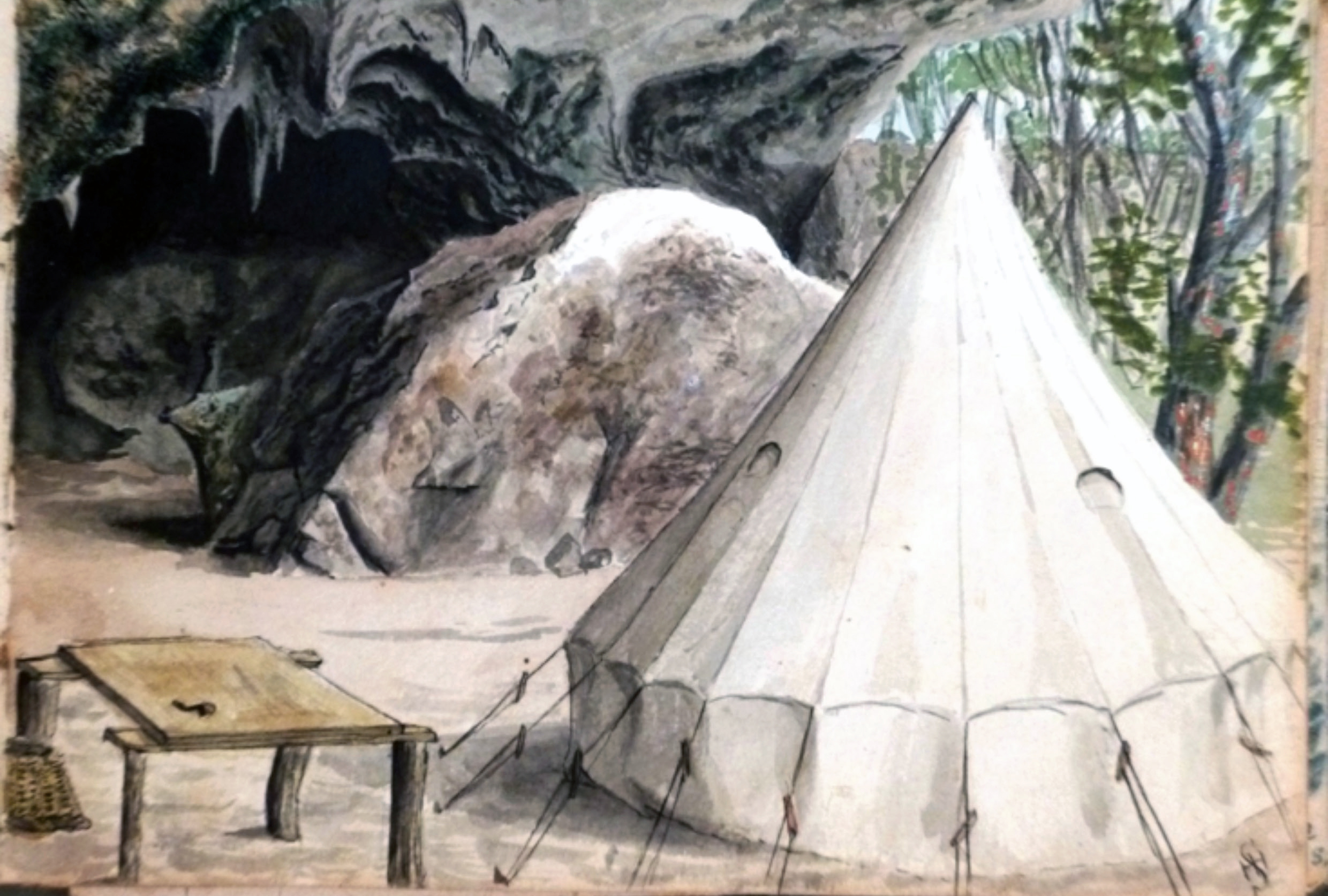
Slaters tent tijdens zijn expeditie op het eiland Rodrigues.

In 1874 vergezelde hij de plantkundigen Isaac Bayley Balfour op een astronomische expeditie naar Rodrigues. Het doel van deze expeditie was om de planeet Venus te observeren, maar ook om de flora en fauna van het eiland te bestuderen. Slater groef subfossiele botten op van uitgestorven vogels waaronder de rodriguessolitaire (Pezophaps solitaria) en de rodriguesspreeuw (Necropsar rodericanus). Zijn documentatie is gebruikt door de dierkundigen Albert Günther en Alfred Newton voor hun wetenschappelijk geldige beschrijving van de rodriguesspreeuw in 1879. In 1875 verbleef hij op Mauritius en bestudeerde samen met George Gulliver de flora, herptofauna en watervogels.
Slater werkte verschillende jaren aan balgen van vogels die werden opgestuurd uit China waarover hij in het vogelkundige tijdschrift Ibis tussen 1882 en 1897 publiceerde. Zodoende beschreef Slater de kleine diksnavelmees (Neosuthora davidiana) en de goudkroonboszanger (Phylloscopus ricketti).
In 1885 reisde hij met Thomas Carter naar IJsland om daar de vogels te bestuderen. Hij publiceerde daarover in 1901 een boek. Verder was hij co-auteur van het vijfde deel van British Birds With Their Nests and Eggs. Hij werd gekozen tot fellow van de Zoological Society of London en was lid van de British Ornithologists' Union.
Aan het eind van zijn leven specialiseerde hij zich tot vlinderdeskundige met speciale belangstelling voor de microvlinders en was verder actief in de Somersetshire Archaeological and Natural History Society.
- Library of Congress Control Number: no2010059346
- Virtual International Authority File: 120537315
- WorldCat: E39PBJmTpqjxxbby8Dt4vcKw4q